# Кантон (селище, Нью-Йорк)
Кантон (англ. Canton) — селище (англ. village) в США, в окрузі Сент-Лоуренс штату Нью-Йорк. Населення — 7155 осіб (2020).

## Географія
Кантон розташований за координатами 44°35′58″ пн. ш. 75°10′14″ зх. д. / 44.59944° пн. ш. 75.17056° зх. д. (44.599510, -75.170671).  За даними Бюро перепису населення США в 2010 році селище мало площу 9,52 км², з яких 9,26 км² — суходіл та 0,26 км² — водойми.

## Демографія
Згідно з переписом 2010 року, у селищі мешкало 6314 осіб у 1693 домогосподарствах у складі 787 родин. Густота населення становила 663 особи/км².  Було 1808 помешкань (190/км²).
Расовий склад населення:
| - 88,0 % — білих - 6,2 % — чорних або афроамериканців - 1,9 % — азіатів - 0,5 % — корінних американців - 1,4 % — осіб інших рас |

До двох чи більше рас належало 2,0 %. Частка іспаномовних становила 4,4 % від усіх жителів.
За віковим діапазоном населення розподілялося таким чином: 10,7 % — особи молодші 18 років, 80,9 % — особи у віці 18—64 років, 8,4 % — особи у віці 65 років та старші. Медіана віку мешканця становила 21,8 року. На 100 осіб жіночої статі у селищі припадало 97,7 чоловіків;  на 100 жінок у віці від 18 років та старших — 97,4 чоловіків також старших 18 років.
Середній дохід на одне домашнє господарство  становив 70 547 доларів США (медіана — 48 988), а середній дохід на одну сім'ю — 103 239 доларів (медіана — 76 087). Медіана доходів становила 69 231 долар для чоловіків та 32 235 доларів для жінок. За межею бідності перебувало 19,6 % осіб, у тому числі 18,0 % дітей у віці до 18 років та 7,8 % осіб у віці 65 років та старших.
Цивільне працевлаштоване населення становило 2221 особа. Основні галузі зайнятості: освіта, охорона здоров'я та соціальна допомога — 53,0 %, роздрібна торгівля — 11,6 %, мистецтво, розваги та відпочинок — 9,8 %.